# Australia's Funniest Home Videos
Australia's Funniest Home Video's (oorspronkelijk Graham Kennedy's Funniest Home Video Show in het eerste seizoen) is een Australische tv-show op Nine Network dat home video's ingezonden door kijkers presenteert. De show is vergelijkbaar met America's Funniest Home Videos en het Nederlandse Lachen om Home Video's.

## Prijzengeld
Elke nieuwe aangetoonde Australische video ontvangt $500. Aan het eind van elke aflevering kan publiek thuis stemmen via sms op de beste video van die avond. De winnende clip krijgt 10.000 dollar. Aan het einde van elk jaar zijn er halve finales en een finale, waar de derde plaats een home theater-pakket ontvangt van JVC, de tweede plaats ontvangt een prijzenpakket ter waarde van ongeveer $100.000 en een auto en de winnaar ontvangt 250.000 Australische dollar in contanten.

## Verloop der jaren
In het begin startte het programma met een half uur uitzendtijd op dinsdag om half 8. In 2001 werd de show verplaatst naar 18:30 op de zaterdagavond en in 2004 werd de show verlengd tot een uur. In 2005 kreeg de show een nieuwe set, logo en muziek.

## Presentatoren
| Periode                       | Presentator    |
| ----------------------------- | -------------- |
| maart 1990 - november 1990    | Graham Kennedy |
| 1991                          | Jacki McDonald |
| 1992                          | Lisa Patrick   |
| februari 1993 - 1997          | Jo Beth Taylor |
| februari 1998 - november 2002 | Kim Kilbey     |
| februari 2003 - januari 2008  | Toni Pearen    |
| 2008 - heden                  | Shelley Craft  |